# 麥肯河
麥肯河（英語：Maccan River）是一條完全位於加拿大新斯科細亞省坎伯蘭縣的細小感潮河道，他在阿默斯特點（英語：Amherst Point）與埃貝爾河匯合並最終流入坎伯蘭盆地（英語：Cumberland Basin），而該河流的湧潮則可以在位於該省麥肯（英語：Maccan）的潮汐濕地公園（英語：Tidal Wetlands Park）觀賞。根據新斯科細亞省在2011年的統計，一共有9022名居民生活在「麥肯/凱里/埃貝爾河」流域。
該河流的支流包括納普潘河（英語：Nappan River）、巴頓溪（英語：Patton Creek）、聖佐治溪（英語：St. Georges Brook）和甘迺迪溪（英語：Kennedy Creek），而他經過的城鎮或社區則有麥肯和阿瑟爾（英語：Athol）。另外，加拿大國家鐵路公司一部分主要線路亦部分沿著麥肯河而建。

## 外部連結
- 該河流的防潮堰 （页面存档备份，存于）
- 關於麥肯河的部落格文章
- 麥肯河地圖

45°45′59.9″N 64°19′56.9″W / 45.766639°N 64.332472°W